# VAMPIRE'S LOVE
「VAMPIRE'S LOVE」（ヴァンパイアーズ ラヴ）は、日本のロックユニット、VAMPSの10枚目のシングル。2014年10月8日発売。発売元はユニバーサルミュージック内のレーベル、Delicious Deli Records。

## 解説
前作「GET AWAY/THE JOLLY ROGER」以来約2ヶ月ぶりとなるシングルで、3rdアルバム『BLOODSUCKERS』の先行シングルとなっている。
本作の表題曲「VAMPIRE'S LOVE」は、ヴァンパイアの悲恋を綴った壮大なバラードナンバーに仕上げられている。作曲を担当したHYDEはアルバム『BLOODSUCKERS』を発売したときに受けたインタビューの中で、この曲の制作イメージについて「VAMPSのファン以外の人も好きになってくれるような部分を意識しました。自分もそうだったけど、バラードって、ハードロックの入り口になりやすいでしょ？僕、ジャーニーのバラードが大好きだったけど、当時、ハードロックバンドが演るバラードだからこそカッコイイと思ったし、メタリカも「ワン」で幅広い層のファンを勝ち取ったと思う。モトリー・クルーのファンじゃなくても「ホーム・スイート・ホーム」は好きっていう人もいるんじゃないかな。そういう、みんなに愛されるバラードが欲しいなと思って作ったのが「VAMPIRE'S LOVE」」と述べている。
ちなみにこの曲は、2014年10月31日に日本で公開が開始された映画『ドラキュラZERO』の日本版イメージソングに使用されている。この映画は「VAMPIRE'S LOVE」と同様に、吸血鬼を主人公とした物語になっているが、HYDE曰く、この主題の一致は「偶然」だったという。HYDEは映画への提供依頼がきた経緯について「実は曲が先にあって、（2014年）夏に「THE JOLLY ROGER」と一緒に出そうかなと思ってたんだけど、出来上がったときにちょうど映画の話があってね」と述べている。なお、VAMPSは映画に向けて「偶然にも（この曲を作っていた）このタイミングでのヴァンパイアをテーマとした映画との出会い…これは運命ではないでしょうか。"ドラキュラ"という代表的なヴァンパイアの成り立ちを、ここまで掘り下げた映画はなかったような気がしていますので楽しみです」と当時コメントを寄せている。また、2014年10月7日には、Zepp DiverCity Tokyoで行われた上記映画の試写会イベントにVAMPSが登壇し、表題曲を披露している。
フィジカル発売前の2014年9月24日には、iTunesプレオーダーが開始され、同年10月1日に日本で先行配信（着うた、着うたフル、PC配信）が行われている。また、同年9月29日にはイギリス・フランス、同年9月30日にはスペイン・アジア各国（ブルネイ・カンボジア・香港・インドネシア・ラオス・マカオ・マレーシア・フィリピン・シンガポール・スリランカ・台湾・タイ・ベトナム）、同年10月3日にはアイルランド・ドイツにおいて配信が開始された。
先行配信から約1週間後の同年10月8日に、初回限定盤A（CD＋DVD）、初回限定盤B（CD＋STORYBOOK）、通常盤（CD）の3形態でフィジカルが発売された。初回盤Aには、二階健が手掛けた表題曲のミュージック・ビデオを収めたDVDが付属している。また、初回盤Bにはミュージック・ビデオとリンクしたストーリーブックが同梱されている。なお、本作のジャケット及びストーリーブックのデザインは、イラストレーターの佳嶋が担当しており、各形態でそれぞれ異なるデザインを手掛けている。
なお、フィジカルのカップリングには、各形態それぞれに異なる楽曲が収録されている。初回盤Aと通常盤には表題曲「VAMPIRE'S LOVE」のピアノバージョンとケヴィン・ブレトンによるリミックスが、初回盤Bには表題曲「VAMPIRE'S LOVE」のピアノバージョンとインストゥルメンタルが収録されている。

## 収録曲
| #  | タイトル                                | 作詞 | 作曲 | 編曲／リミックス          | 時間 |
| -- | --------------------------------------- | ---- | ---- | ------------------------- | ---- |
| 1. | 「VAMPIRE'S LOVE」                      | HYDE | HYDE | VAMPS                     | 4:49 |
| 2. | 「VAMPIRE'S LOVE -Piano Ver.-」         | HYDE | HYDE | VAMPS                     | 4:54 |
| 3. | 「VAMPIRE'S LOVE -Kevin Breton Remix-」 | HYDE | HYDE | Kevin Breton (リミックス) | 5:14 |

| #  | タイトル                          | 作詞 | 作曲 | 編曲  | 時間 |
| -- | --------------------------------- | ---- | ---- | ----- | ---- |
| 1. | 「VAMPIRE'S LOVE」                | HYDE | HYDE | VAMPS | 4:49 |
| 2. | 「VAMPIRE'S LOVE -Piano Ver.-」   | HYDE | HYDE | VAMPS | 4:54 |
| 3. | 「VAMPIRE'S LOVE -Instrumental-」 |      | HYDE | VAMPS | 4:49 |

## 初回限定盤A付属DVD
1. VAMPIRE'S LOVE -MUSIC VIDEO-
ディレクター：二階健
2. VAMPIRE'S LOVE -MAKING-

## タイアップ
VAMPIRE'S LOVE
- 東宝東和配給映画『ドラキュラZERO』日本版イメージソング

## 参加ミュージシャン
VAMPIRE'S LOVE
- HYDE：Vocal
- K.A.Z：Guitar, Programming
  - Ju-ken：Bass
  - Arimatsu：Drums
  - 斉藤仁：Sythesizer Programming
  - 前嶋康明：Orchestra Arrangement, Programming

VAMPIRE'S LOVE -Piano Ver.-
- HYDE：Vocal
- 石塚まみ：Piano

## 収録アルバム
- 『BLOODSUCKERS』 (#1,アルバムバージョン)
- 『BLOODSUCKERS (International Edition)』 (#1,全英語詞バージョン)